# Шверс, Пауль
Пауль Шверс (нем. Paul Schwers; 22 февраля 1874, Шпандау — 14 января 1939, Берлин) — немецкий музыкальный критик и редактор.
Учился музыке у Мартина Блюмнера и Людвига Бусслера.
В 1895—1901 гг. работал в Берлине органистом и хормейстером, постепенно переключаясь на занятия музыкальной критикой.
В 1907 году возглавил «Всеобщую музыкальную газету» и руководил ею до конца жизни. Шверс также готовил выходившие в 1920-30-е гг. переиздания популярного справочника для любителей музыки «Книга опер» (нем. Das Opernbuch) Карла Шторка, а в соавторстве с Мартином Фридландом составил аналогичный путеводитель по симфонической и камерной музыке. На смерть Шверса откликнулся на страницах его газеты её многолетний постоянный автор Вальтер Абендрот, озаглавивший некролог «Борец — личность — друг» (нем. Ein Kampfer — ein Charakter — ein Freund).
Шверсу также принадлежит ряд песен.